# 安達五郎
安達 五郎（あだち ごろう、1913年1月1日 - 1999年9月13日）は、1930年代に活躍した日本の元スキージャンプ選手。

## 人物
1913年、北海道余市郡赤井川村出身で牧場を営んでいた安達正平（のちに第17代赤井川村村長）の5男として生まれる。旧制小樽中学（現：北海道小樽潮陵高等学校）- 鉄道省札幌鉄道局（札鉄、現・JR北海道鉄道事業本部）、伊黒正次は旧制小樽中学の同期生である。
オリンピックに2大会連続で出場、19歳で出場した1932年のレークプラシッドでは8位に入賞するも、1936年ガルミッシュ＝パルテンキルヒェンでは45位と振るわなかった。1936年のホルメンコーレン大会では3位に入賞している。
1935年第13回全日本スキー選手権優勝。
1940年の札幌オリンピックが幻となり出征、戦後復員すると福岡県で妻の実家のてんぷら屋を継いだ。1999年9月13日、86歳で没した。亡くなる2ヶ月前まで店に立っていたという。